# Müllner-Peter

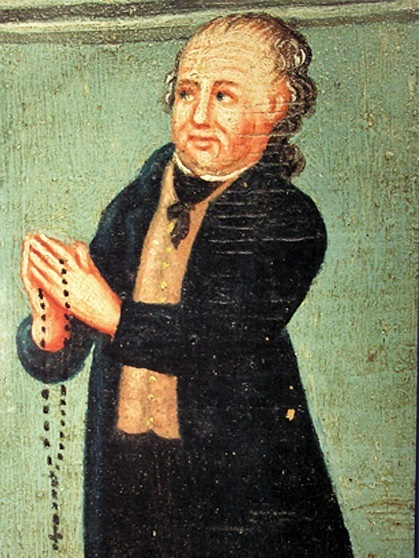
Betender Votant. Diese Holztafel in der Ölbergkapelle um 1830 bildet vermutlich den Müllner-Peter ab.

Der Müllner-Peter von Sachrang, bürgerlich Peter Hueber oder Peter Huber (* 29. Juni 1766 in Aschach bei Sachrang; † 19. August 1843 ebenda) war neben seiner Tätigkeit als Müller Musiker und Universalgelehrter.

## Leben
Der musikalisch talentierte Sohn der Müllersleute Georg und Margarethe Huber war das fünfte von acht Kindern in Sachrang-Aschach. Er sollte angeblich eigentlich studieren und Pfarrer werden. Eine Ausbildung auf dem Münchner Jesuiten-Gymnasium ist nicht nachweisbar. Da Huber mit dem Münchner Stadtmusiker Georg Augustin Holler befreundet war und dieser Musiklehrer an der Herzoglich Marianischen Landesakademie in München war, könnte er dessen Privatschüler gewesen sein. Möglich gewesen wäre eine Gymnasialausbildung in den Klöstern Weyarn oder Herrenchiemsee. Jedenfalls erwarb sich Huber einen ungewöhnlichen Bildungsstand. 1797 wurde er Chorregent und Organist an der Sachranger Pfarrkirche. 1809 übernahm er den elterlichen Hof und die elterliche Kornmühle. Nebenher betätigte er sich weiter als Chorleiter und Organist. Huber war ein ausgezeichneter Musiker, der mehrere Instrumente beherrschte. Seine umfangreiche Notensammlung, der sog. „Sachranger Notenschatz“, ist in der Musikabteilung der Bayerischen Staatsbibliothek in München verwahrt und wurde 1972/73 durch eine vielbeachtete Ausstellung bekannt und zugänglich gemacht. Dadurch erhielten der Oberaudorfer Kirchenmusiker Hans Berger und andere wie der Unterwössener Chorregent Jochen Langer die Möglichkeit, Musik aus dem Bestand aufzuführen und zu bearbeiten. Die umfangreiche Notensammlung, zumeist von Huber selbst geschrieben, enthält Abschriften von sakramentaler und instrumentaler Musik von 48 Komponisten der Zeit, aber nur etwa sechs eigene Kompositionen Hubers. Enthalten im Bestand sind u. a. an die 100 Messen sowie über 100 Werke des Münchners Stadtmusikers Georg Augustin Holler.
Neben seiner Tätigkeit als Müller und Musiker wirkte der Müllner-Peter zudem als Heilkundler, Geburtshelfer und Chirurg, verfügte über eine eigene Apotheke und beschäftigte sich mit Astronomie und Sprachforschung. In seinem Nachlass sind unter anderem zwei umfangreiche Handschriften mit Heilrezepturen aus jener Zeit erhalten.
Am 25. Oktober 1813 heiratete er die als eigensinnig geltende, 31-jährige Tochter des Nachbarbauern, Maria Hell, genannt Marei, die sich der Legende nach mehr zum Handwerk und zum Musizieren als zum Haushalt hingezogen fühlte. Die Ehe scheiterte und blieb kinderlos. Am 19. Juli 1824 ertrank Marei bei einem Hochwasser in der Prien.

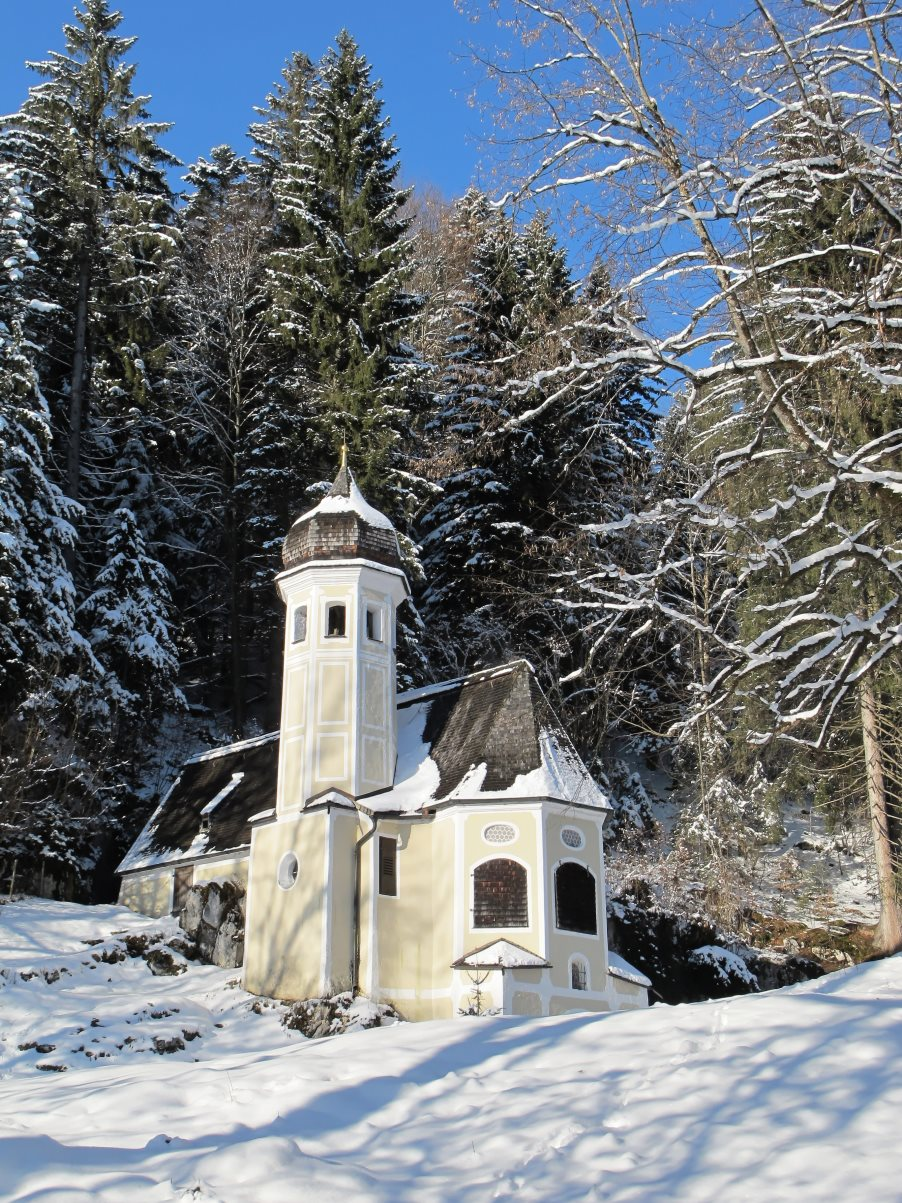
Ölbergkapelle

Nach dem Tod seiner Frau adoptierte Peter Huber seinen Neffen Joseph Auer, begann sich zunehmend für die vom Verfall bedrohte, aus dem 17. Jahrhundert stammende Ölbergkapelle an der Tiroler Grenze zu engagieren und ließ sie renovieren. Die vormals beliebte Wallfahrt zum Ölberg lebte nach der Benediktion der Kapelle 1827 wieder auf, geriet aber nach seinem Tod nach 1850 wieder in Vergessenheit. Die Existenz eines französischen Müllersknechts, der Huber bei seinen Restaurierungsarbeiten unterstützt haben soll, ist nicht belegt.
Ab 1817 wurde der Müllner Peter wiederholt zum Sachranger Gemeindevorsteher gewählt. Er starb 1843. Sein Grab liegt bis heute neben dem Portal der Sachranger St.-Michaels-Kirche.

## Nachwirken

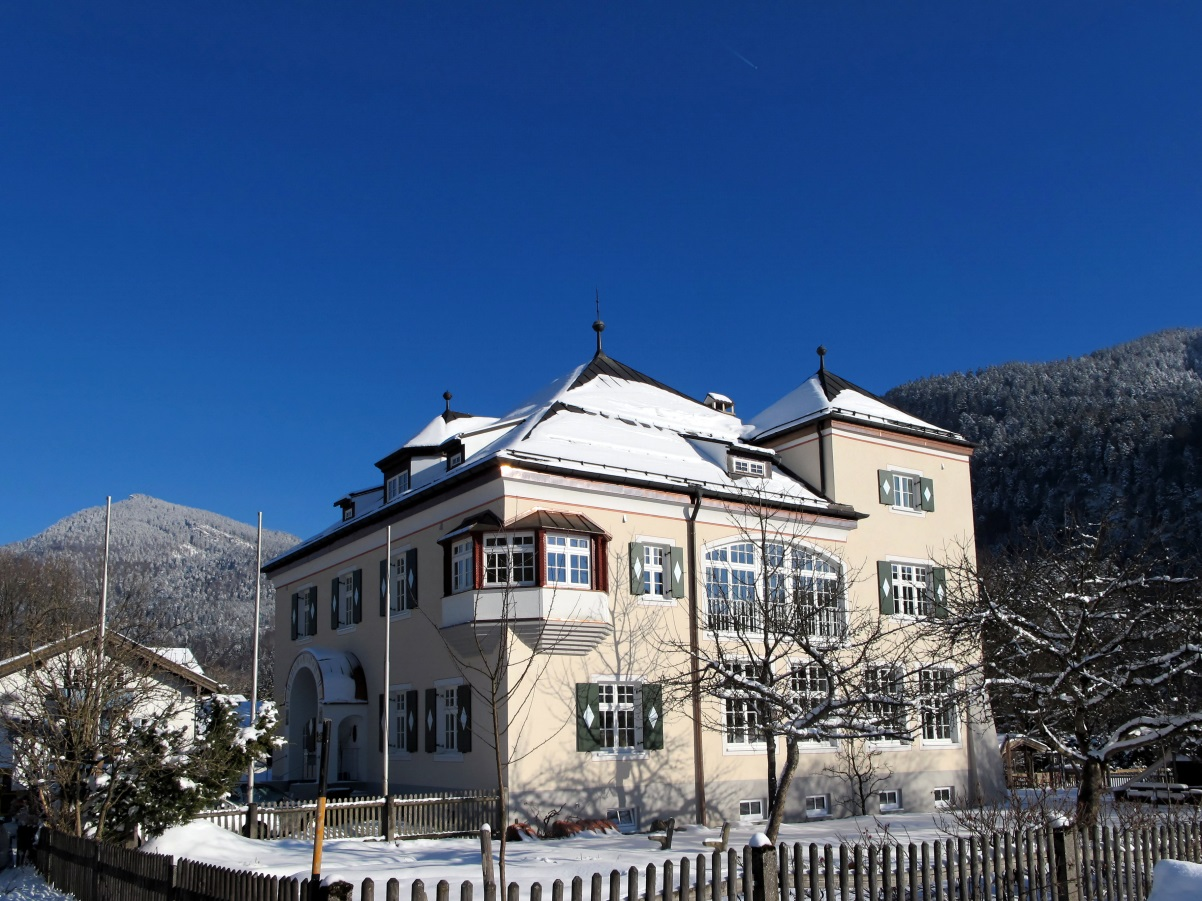
Müllner-Peter-Museum in Sachrang

Das Andenken an das „Bergdorf-Genie“ wurde durch Aufzeichnungen des Sachranger Lehrers und Heimatforschers Hanns Heininger aufrechterhalten, der dessen Geschichte für die Großnichte Peter Hubers aufzeichnete. Darauf aufbauend entstand der Roman des Schriftstellers Carl Oskar Renner Der Müllner Peter von Sachrang, der 1972 veröffentlicht wurde. Der Bayerische Rundfunk verfilmte das Leben des Müllner-Peter unter dem Titel Sachrang im Jahr 1977. Namhafte Schauspieler wie Gerhart Lippert als Müllner-Peter, Gustl Bayrhammer oder Bernd Helfrich und die Originalkulisse Sachrangs sorgten für 39,85 Millionen Fernsehzuschauer bei der Erstausstrahlung des dreiteiligen Heimatfilms im Jahr 1978. 2001 folgte die Errichtung des Müllner-Peter-Museums mit einer Ausstellung zum bäuerlichen Leben der letzten Jahrhunderte im alten Schulhaus von Sachrang.

## Tonträger
- Audio-CD „Müllner Peter – Sachranger Noten“, Hans Berger & Müllner-Peter-Chor, Seebach Records 2001
- Schallplatte Musica Bavarica MB 70309: Drei Sätze aus dem Avertissement Mus.ms 7371 von Georg Augustin Holler.